# Il più grande sogno
Il più grande sogno è un film italiano del 2016 scritto e diretto da Michele Vannucci.
Il film è stato presentato al Festival di Venezia 2016 nella sezione Orizzonti.

## Trama
Il trentanovenne Mirko esce di prigione e ha davanti un futuro da costruire. Viene eletto presidente del comitato di quartiere e da lì inizia a gestire la sua esistenza al di fuori delle sbarre.

## Riconoscimenti[2]
- 2017 - David di Donatello
  - 3 Future Award
  - Candidatura Miglior regista esordiente a Michele Vannucci
- 2017 - Seattle International Film Festival
  - Candidatura nella sezione New Directors
- 2017 - Riviera International Film Festival
- 2017 - Festival del Cinema di Spello
  - Miglior Suono - Biagio Gurrieri

- 2017 - Annecy Italian Cinema Festival 
  - Gran premio speciale della giuria al miglior film
  - Premio dei lettori di Le Dauphiné Libéré a Michele Vannucci